# 낸시 메르키

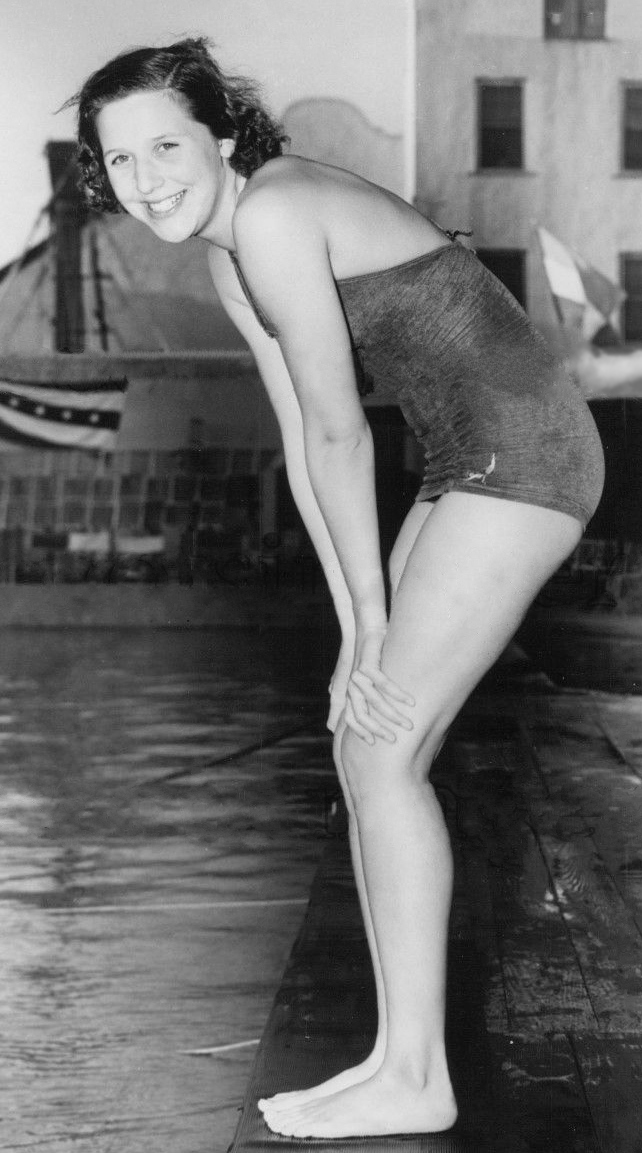

낸시 메르키(영어: Nancy Merki, 1926년 6월 1일 ~2014년 10월 7일)는 미국의 수영 선수로 1948년 런던 올림픽에서 미국을 대표했다. 어릴 때 소아마비에도 불구하고, 그녀는 자신의 선수 경력에서 10대 초반에 가장 많은 아마추어 수영 기록을 세웠고, 올림픽 400m 자유형에 참가했다.

## 생애
메르키는 오리건주 포틀랜드에서 자랐다. 어릴때, 그녀는 소아마비에 걸렸다. 소아마비 백신의 발견과 함께, 그녀는 8세때 질병의 영향을 줄이기 위해 수영을 배웠다.

## 올림픽
선수 생활의 전성기에는 전쟁으로 인해 대회 출전이 불가능했으나, , 그녀는 1948년 하계 올림픽에 미국 대표로 참가했다. 그녀는 여자 400m 자유형 결승에 진출했지만, 8위에 머물렀다.

## 개인 생활
1980년, 오리건주 스포츠 명예의 전당이 만들어지면서 헌액되었다.